# Johann Baptist Drechsler

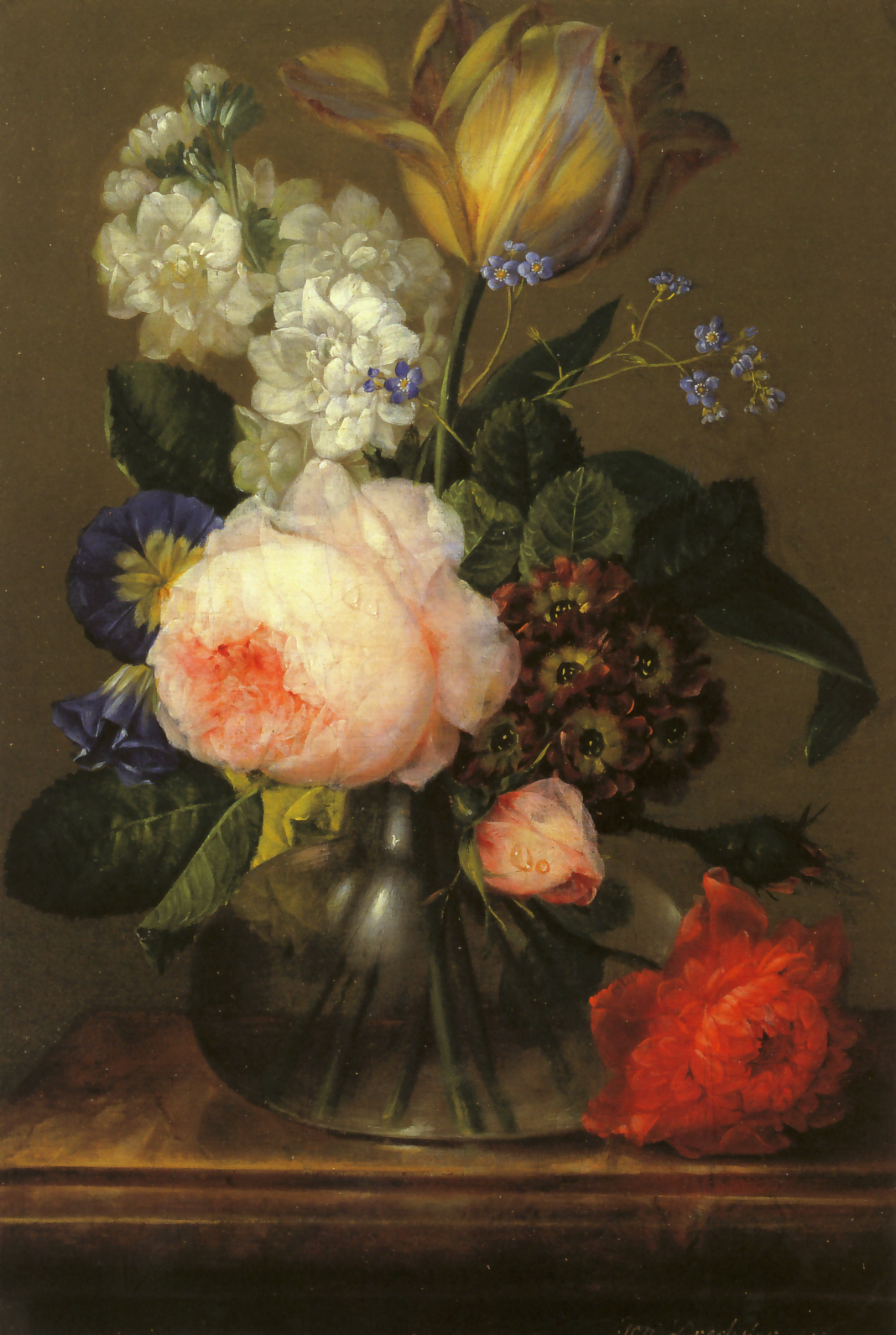
Kleines Blumenstillleben, 1805 (Wien, Österreichische Galerie Belvedere).

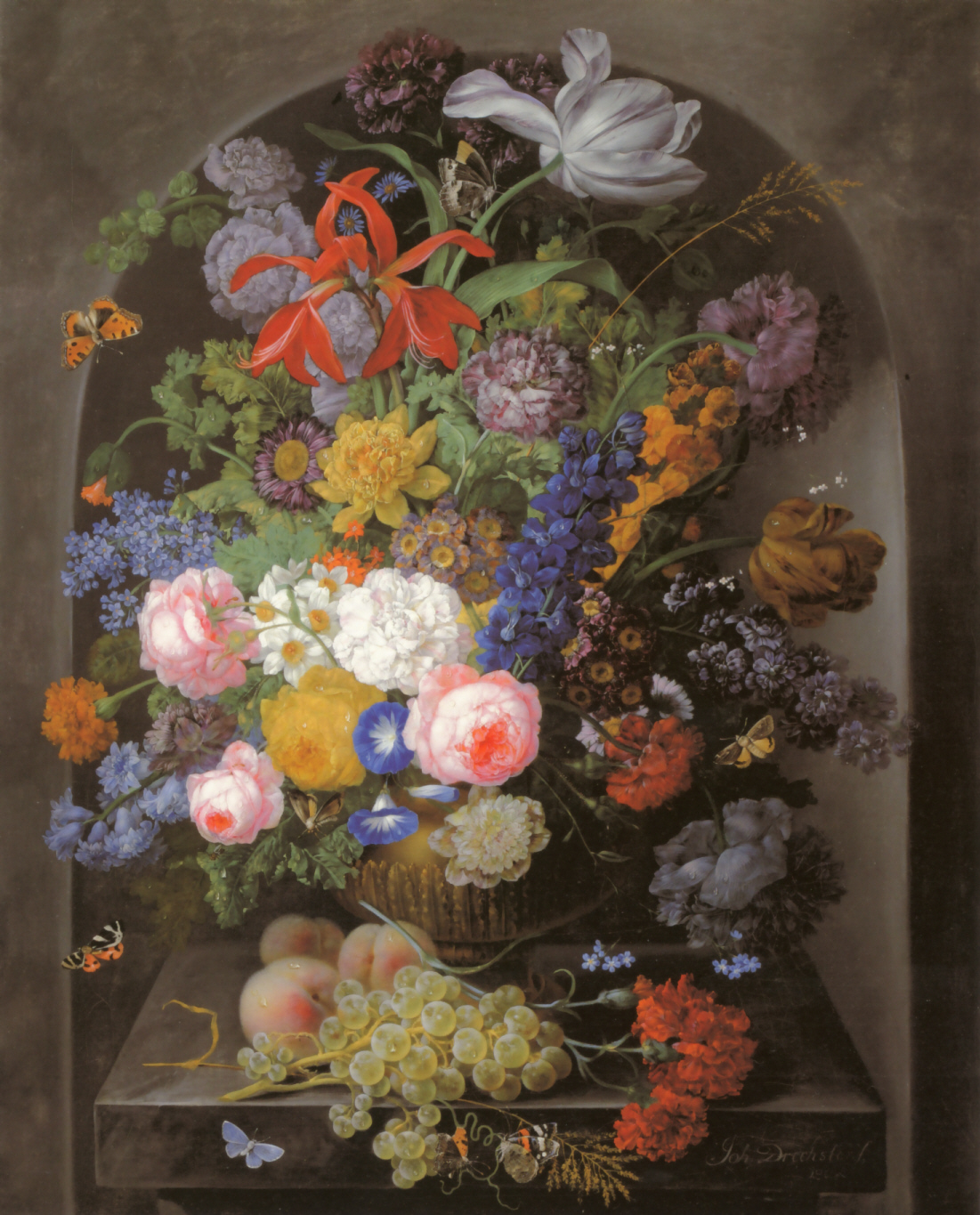
Blumenstillleben, 1808 (Privatbesitz)

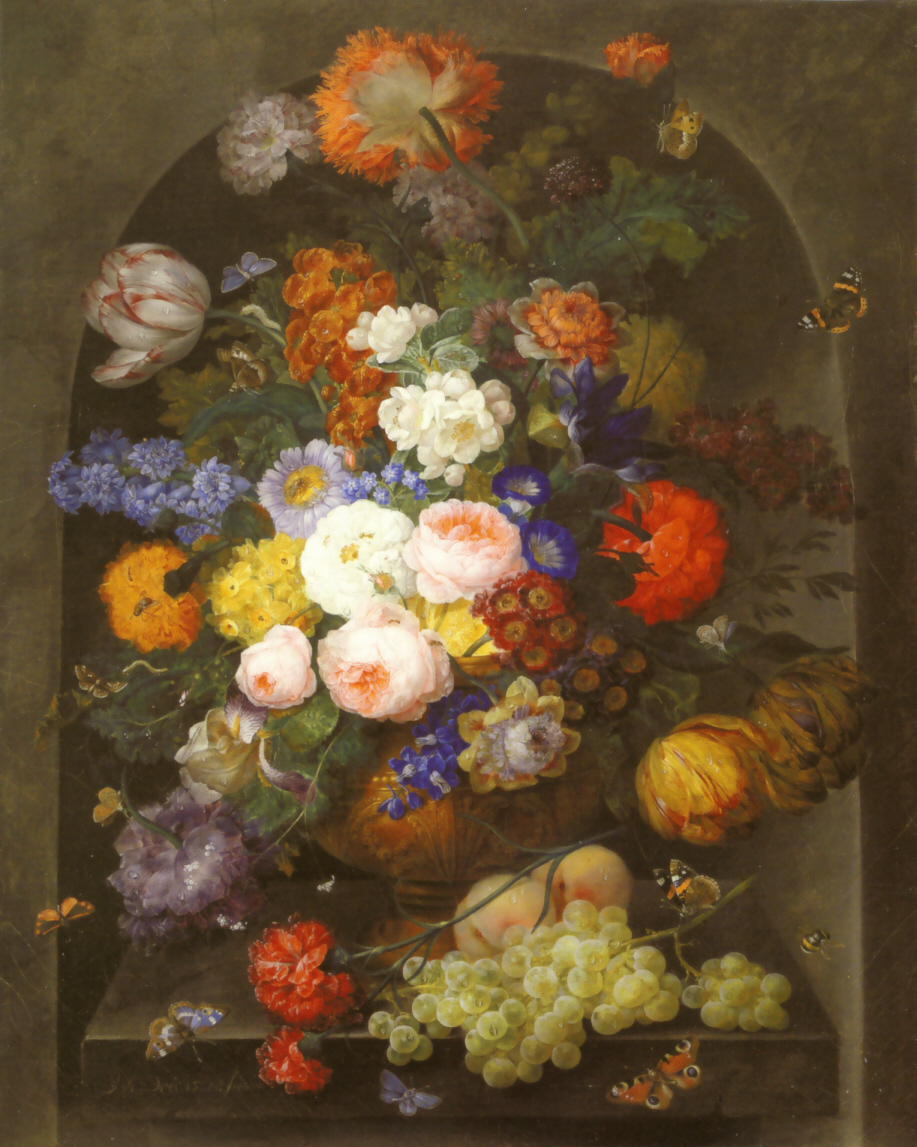
Großes Blumenstück, 1808 (Privatbesitz)

Johann Baptist Drechsler (* 28. Januar 1756 in Lichtental, heute Wien; † 28. April 1811 in Wien) war ein österreichischer Maler, der vor allem durch seine Blumengemälde bekannt war.

## Leben und Werk
Johann Baptist Drechsler war der Sohn des Porzellanmalers Josef Drechsler und dessen Frau Maria Anna Vogt. Er ist zwischen 1772 und 1782 in der Wiener Porzellanmanufaktur nachweisbar. An der Manufakturzeichenschule der Wiener Akademie der bildenden Künste wurde er 1787 erster Professor der neu gegründeten Klasse für Blumenmalerei. 1807 wurde er Direktor der Akademie.
Sein malerisches Vorbild war der niederländische Blumenmaler Jan van Huysum. Drechsler „[...] führte die Blumenmalerei in Wien weg von der dekorativen Art des Barock und hin zu einem detailreichen Naturalismus.“ Damit nahm er großen Einfluss auf die naturwissenschaftlichen Pflanzendarstellungen im 18. Jahrhundert. Er gilt als Begründer der Wiener Schule der Blumenmalerei.

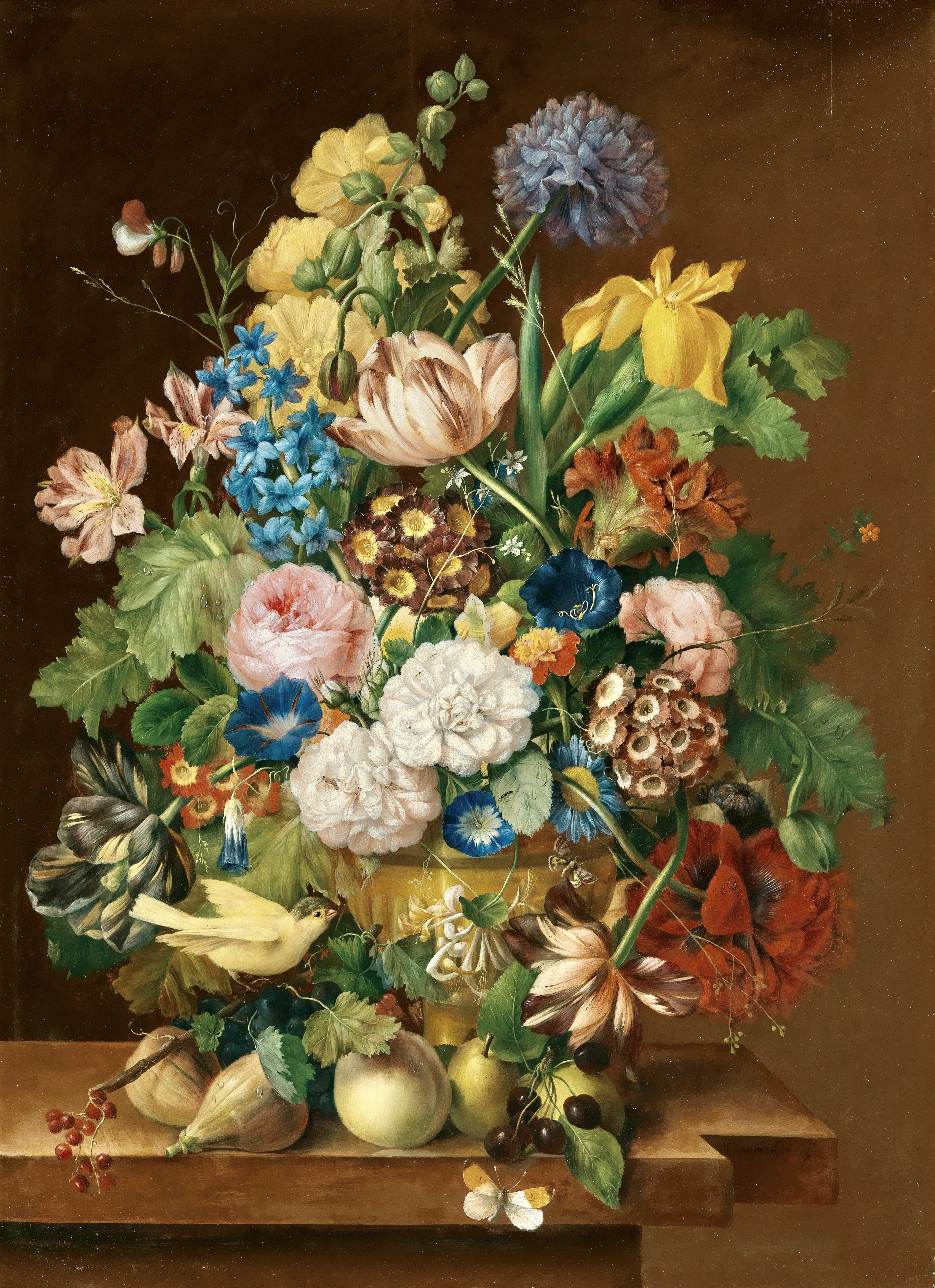
Blumenkomposition mit Obst und Vogel (Privatbesitz)

## Werke (Auswahl)
- Blumenstück - Blumenstrauß in einer Vase vor dorischem Tempel (Vaduz, Fürstlich Schwarzenberg’sche Kunststiftung, Inv. Nr. 23), Öl auf Leinwand, 150 × 180 cm
- Kleines Blumenstillleben (Wien, Österreichische Galerie Belvedere), 1805, Öl auf Leinwand, 30 × 21 cm
- Großes Blumenstück (Privatbesitz), 1808, Öl auf Leinwand, 87 × 70,5 cm
- Blumenstillleben (Privatbesitz), 1808, Öl auf Leinwand, 70,2 × 59,1 cm
- Blumenkomposition mit Obst und Vogel (Privatbesitz), Öl auf Holz, 80,5 × 58 cm

## Werke in öffentlichen Sammlungen
- Städelsches Kunstinstitut, Frankfurt am Main
- Kunsthistorisches Museum
- Liechtenstein Museum, Wien
- Österreichische Galerie Belvedere, Wien[2]